# Colisão frontal

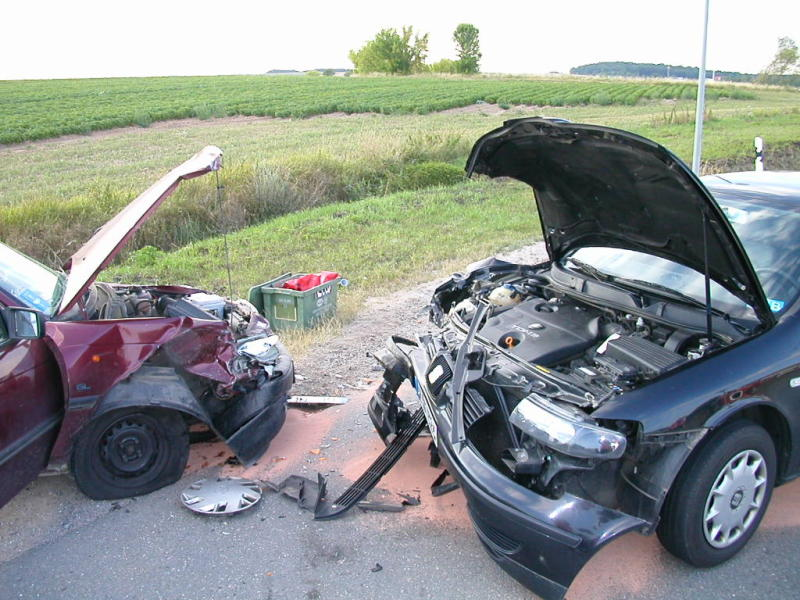
Colisão frontal envolvendo dois carros

Colisão frontal é a denominação de acidente de automóvel que ocorre quando os veículos colidem de frente. Veículos como trens, aviões e motocicletas são os tipos comuns envolvidos neste tipo de acidente. É considerado o pior tipo de colisão, ante colisão lateral e colisão traseira.